# Drosophila fustiformis
Drosophila fustiformis este o specie de muște din genul Drosophila, familia Drosophilidae, descrisă de Zhang și Liang în anul 1993. Conform Catalogue of Life specia Drosophila fustiformis nu are subspecii cunoscute.